# Советский детектив
«Советский детектив» — межиздательская книжная серия, выходившая в 1990—1997 гг. и включившая в себя детективные произведения многих советских и российских авторов. Героями этих произведений, как правило, являлись работники уголовного розыска и спецслужб. Отдельные произведения были основаны на реальных событиях («В августе сорок четвёртого...» и др.).

## Состав серии
- № 1. Адамов А. Личный досмотр. «Чёрная моль». — М.: Сов. Россия, 1992.
- № 2. Ардаматский В. Ленинградская зима. «Я 11-17». Ответная операция. — К.: Молодь, 1990.
- № 3/1. Безуглов А. Прокурор. — М.: Дружба народов, 1994.
- № 3/2. Безуглов А. Факел сатаны. — М.: Дружба народов, 1995.
- № 4. Богомолов В. Момент истины (В августе сорок четвёртого...). — М.: Худож. лит-ра, 1991.
- № 5. Брянцев Г. По тонкому льду. — М.: Правда, 1991.
- № 6. Высоцкий С. Выстрел в Орельей Гриве. Крутой поворот. Среда обитания. Анонимный заказчик. — М.: Современник, 1991.
- № 7. Герман Ю. Один год. — М.: Правда, 1990.
- № 8. Имерманис А. Призраки отеля «Голливуд». Гамбургский оракул. — М.: Дружба народов, 1991.
- № 9. Кларов Ю. Чёрный треугольник. Станция назначения — Харьков. — К.: Молодь, 1991.
- № 10. Колбергс А. Ночью в дождь... Вдова в январе. Тень. — М.: Худож. лит-ра, 1991.
- № 11. Леонов Н. Ловушка. Обречён на победу. Ещё не вечер. — М.: Патриот, 1991.
- № 12. Родионов С. Долгое дело. Камень. Криминальный юмор. — Л.-М.: Химия, 1991.
- № 13. Ромов А. Бесспорной версии нет. Условия договора. Совсем другая тень. — М.: Патриот, 1990.
- № 14. Семёнов Ю. Бриллианты для диктатуры пролетариата. Репортёр. — М.: Худож. лит-ра, 1991.
- № 15. Словин Л. Подставное лицо. Дополнительный прибывает на второй путь. Транспортный вариант. Четыре билета на ночной скорый. Свидетельство Лабрюйера. — М.: Дружба народов, 1994.
- № 16. Хруцкий Э. Четвёртый эшелон. — М.: Патриот, 1992.
- № 17. Черненок М. Ставка на проигрыш. Жестокое счастье. Последствия неустранимы. — М.: Дружба народов, 1990.
- № 18. Шестаков П. Страх высоты. Через лабиринт. Три дня в Дагезане. Остановка. — М.: Дружба народов, 1994.
- № 19. Вайнер А., Вайнер Г. Эра милосердия. Я, следователь... — М.: Известия, 1990.
- № 20/1. Корецкий Д. Задержание. Привести в исполнение. — М.: Дружба народов, 1997.
- № 20/2. Корецкий Д. Смягчающие обстоятельства. — М.: Дружба народов, 1997.
- № 21. Макаров И. Рейд «Чёрного жука»; Козачинский А. Зелёный фургон; Ким Р. Агент особого назначения. Кобра под подушкой. — М.: Изд-во МПИ, 1991.
- № 22. Буданцев С. Мятеж (Командарм); Нилин П. Жестокость. Испытательный срок. Последняя кража. — М.: Правда, 1990.
- № 23. Рысс Е. Пётр и Пётр. Охотник за браконьерами. — М.: Детская лит-ра, 1992.
- № 24. Овалов Л. Медная пуговица; Мугуев Х.-М. Кукла госпожи Барк. — М.: Правда, 1991.
- № 25. Афанасьев А. Грешная женщина. — М.: Дружба народов, 1997.
- № 26. Поволяев В. Первый в списке на похищение. — М.: Дружба народов, 1997.
- № 27. Самбук Р. Взрыв; Кашин В. Приговор приведён в исполнение. Чужое оружие. — М.: Воениздат, 1991.
- № 28. Пронин В. Банда. — М.: Дружба народов, 1996.
- № 29. Юзефович Л. Клуб «Эсперо»; Габуния Е. Ангел пустыни. По обе стороны Днестра. — М.: Легпромбытиздат, 1990.
- № 30. Володарский Л. «Снег» из Центральной Америки; Левин А. Жёлтый дракон Цзяо; Млечин Л. Картины города при вечернем освещении. — М.: Прогресс, 1990.